# هارفي جولد
هارفي جولد (بالإنجليزية: Harvey Gold)‏ هو موسيقي أمريكي، ولد في 12 أكتوبر 1952.